# Lucius Aelius Stilo
Lucius Aelius Stilo (154 v.Chr. - 74 v.Chr.), ook wel bekend als 'Stilo' en 'Praeconinus', was een prominente Romeinse filoloog. Hij wordt beschouwd als de eerste belangrijke Romeinse geleerde en had een diepgaande invloed op zijn tijdgenoten en latere geleerden, waaronder Varro, Cicero en Verrius Flaccus.

## Biografie
Lucius Aelius Stilo werd geboren in Lanuvium en behoorde tot de ridderlijke klasse (equites). Hij was een toegewijd stoïcijn en besteedde zijn leven aan verschillende academische disciplines, waaronder Latijnse literatuur, oudheden, semasiologie en etymologie.
Stilo's werk omvatte een breed scala aan onderwerpen en zijn studies hebben de basis gelegd voor vele intellectuele discussies in zijn tijd en daarna. Enkele van zijn bekendste inspanningen waren onder meer:
- Een interpretatie van het Carmen Saliare
- Opmerkingen over sacrale taal en het gebruik van de Twaalf Tafels
- Het gebruik van kritische tekens (notae) in de studie van literaire teksten
- Een verhandeling over proposities (proloquia), een onderwerp van Stoïsche dialectiek gerelateerd aan syntactische analyse
- Een index van de 25 echte stukken van Plautus

Lucius Aelius Stilo was ook betrokken bij het sociale leven van Rome. Zijn schoonzoon, Servius Clodius, was een opmerkelijke Plautijnse geleerde. Daarnaast stond Stilo bekend om het componeren van toespraken voor verschillende Romeinse notabelen, hoewel hij zelf geen redenaar was.
Al zijn werken zijn verloren gegaan, maar de impact van zijn studies blijft voortleven in de werken van latere geleerden en de intellectuele geschiedenis van Rome.